# スクーフ・エルキス・アトキン・アルゴリズム
スクーフ・エルキス・アトキン・アルゴリズム (Schoof-Elkies-Atkin algorithm, SEA法) とは、楕円曲線上の位数を計算し、順序集合を求める鍵生成アルゴリズムであり、ノアム・エルキスとA. O. L. アトキンによるスクーフ法の拡張理論である。

## 参照
- 楕円曲線暗号